# Margara
Margara är en ort i Armenien.   Den ligger i provinsen Armavir, i den västra delen av landet, 30 kilometer sydväst om huvudstaden Jerevan. Margara ligger 848 meter över havet och antalet invånare är 1 360.
Terrängen runt Margara är platt. Runt Margara är det ganska glesbefolkat, med 43 invånare per kvadratkilometer.. Närmaste större samhälle är Etjmiadzin, 17,7 kilometer nordost om Margara.
Trakten runt Margara består till största delen av jordbruksmark.